# Dioscorea hispida
Dioscorea hispida är en enhjärtbladig växtart som beskrevs av August Wilhelm Dennstedt. Dioscorea hispida ingår i släktet Dioscorea och familjen Dioscoreaceae. Inga underarter finns listade i Catalogue of Life.

## Bildgalleri

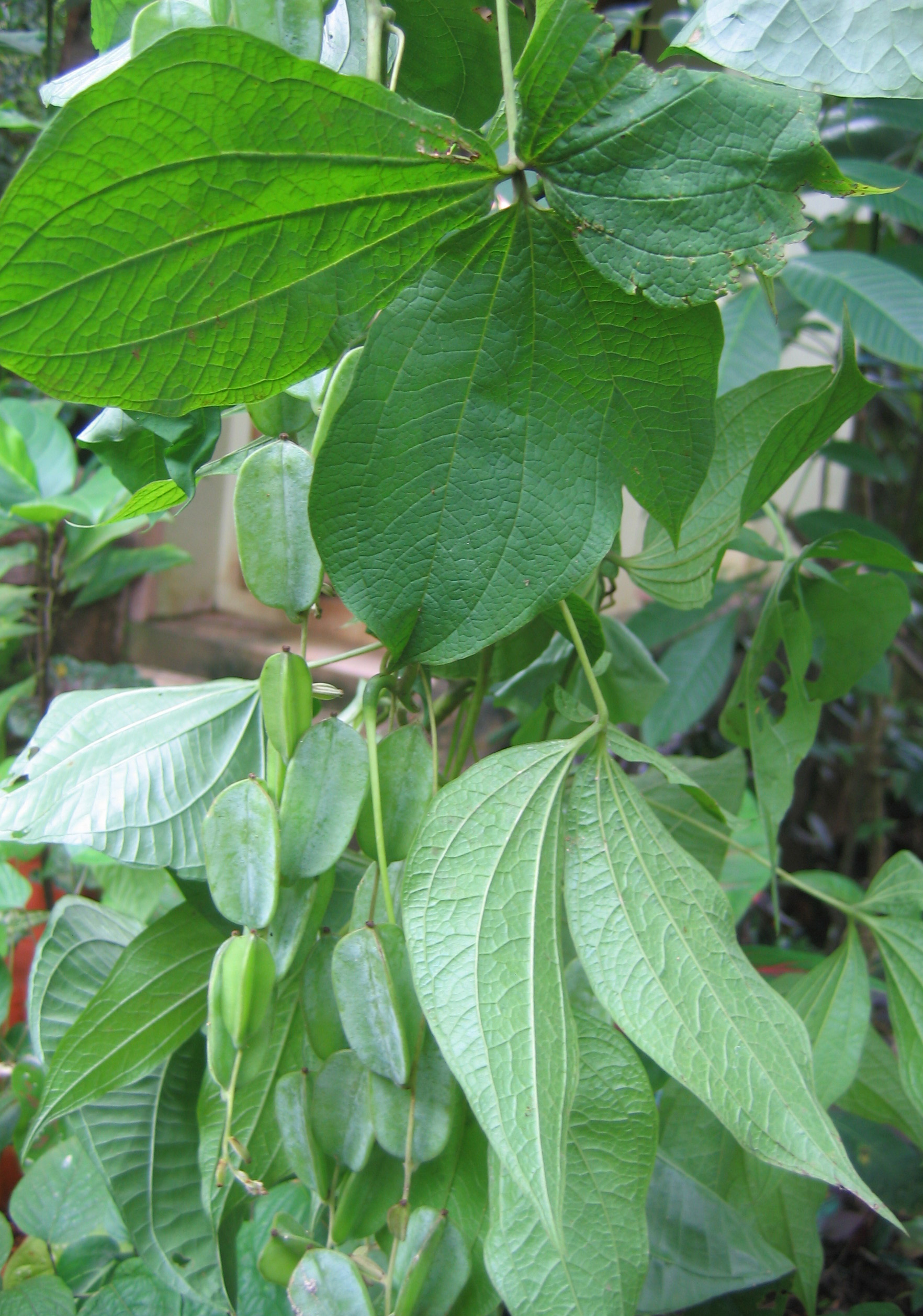
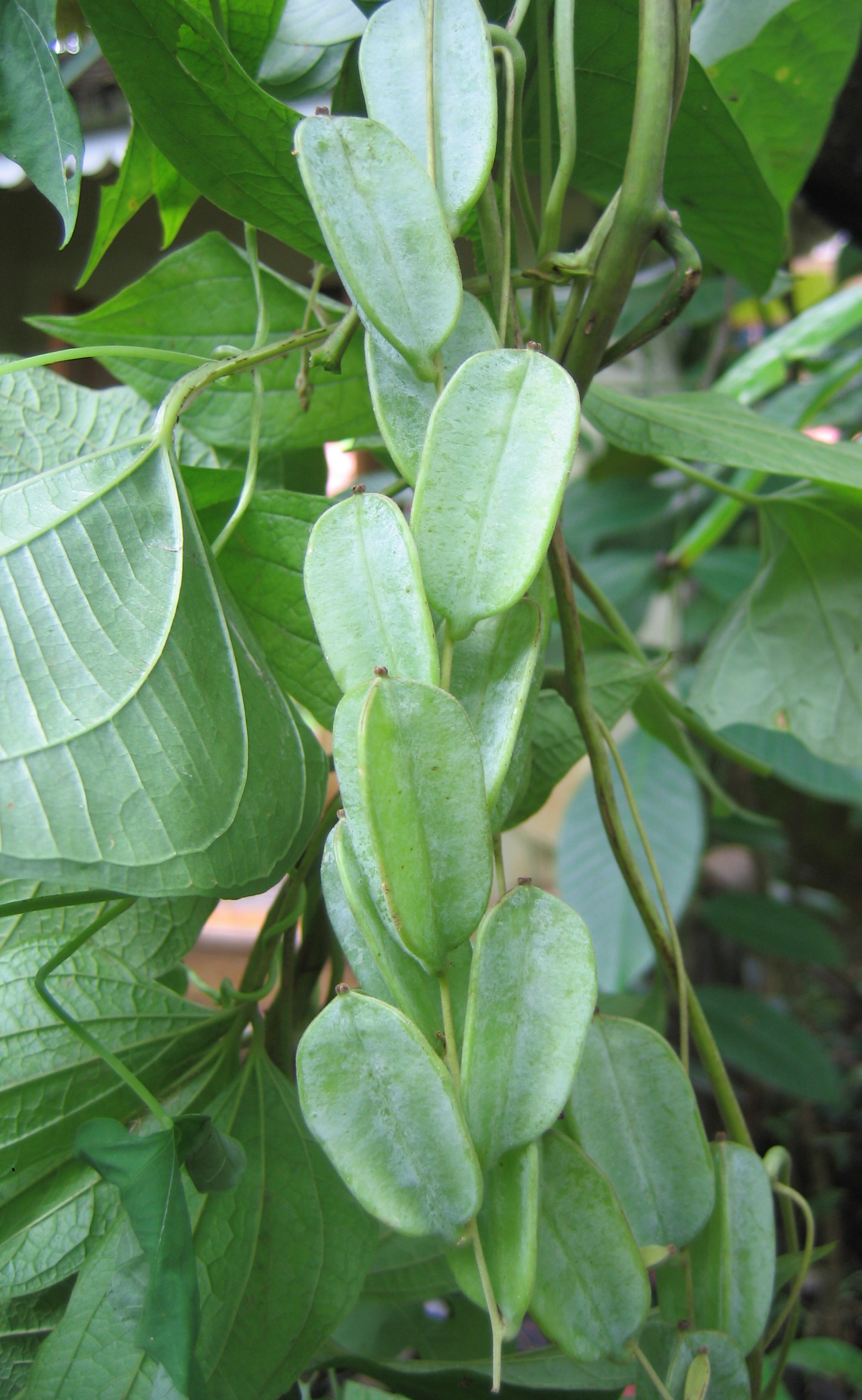
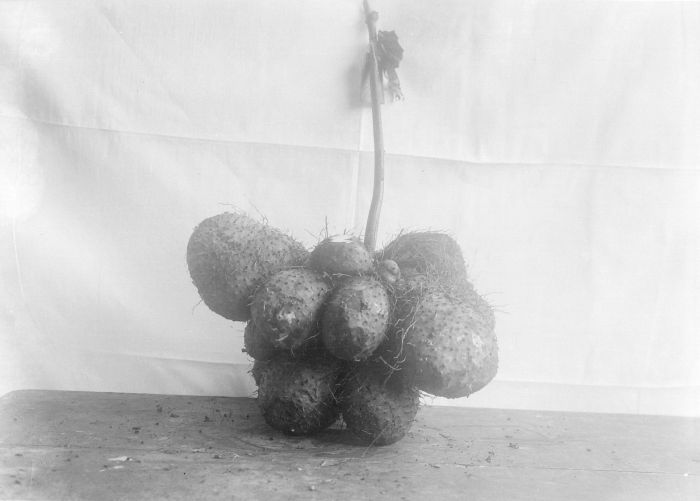